# أليسون باورز
أليسون باورز (بالإنجليزية: Alison Powers) هي دراجة أمريكية، ولدت في 14 ديسمبر 1979 في فريزر في الولايات المتحدة.

## وصلات خارجية
- أليسون باورز على موقع الاتحاد الدولي للدراجات (الإنجليزية)
- أليسون باورز على موقع أرشيف الدراجات (الإنجليزية)
- أليسون باورز على موقع إحصائيات الدراجات الإحترافية (الإنجليزية)
- أليسون باورز على موقع نسبة الدراجات (الإنجليزية)
- أليسون باورز على موقع CycleBase (الإنجليزية)